# Zaturîne (Kovalivka), Poltava
Zaturîne (în ucraineană Затурине) este un sat în comuna Kovalivka din raionul Poltava, regiunea Poltava, Ucraina.

## Demografie
Componența lingvistică a localității Zaturîne
     Ucraineană (85,35%)
     Rusă (14,65%)
Conform recensământului din 2001, majoritatea populației localității Zaturîne era vorbitoare de ucraineană (85,35%), existând în minoritate și vorbitori de rusă (14,65%).